# Jiaowei, Guangdong
Jiaowei (kinesiska: 角尾) är en socken i sydöstra Kina. Den ligger i Xuwen härad i staden Zhanjiang i provinsen Guangdong, omkring 470 kilometer sydväst om provinshuvudstaden Guangzhou. Antalet invånare är 26 131. Befolkningen består av 12 682 kvinnor och 13 449 män. Barn under 15 år utgör 18,0 %, vuxna 15-64 år 70 %, och äldre över 65 år 10,0 %.